# إدارة ألاسكا
كانت إدارة ألاسكا الاسم الذي أطلق على حكومة ألاسكا منذ شرائها من قبل الولايات المتحدة الأمريكية في عام 1867 حتى تنظيمها كمقاطعة ألاسكا في عام 1884. لقد خضعت خلال حقبة القِسم لسلطة الجيش الأمريكي (حتى عام 1877) ووزارة الخزانة الأمريكية (من عام 1877 حتى عام 1879) والبحرية الأمريكية (من عام 1879 حتى عام 1884). صارت المنطقة فيما بعد مقاطعة ألاسكا، ثم إقليم ألاسكا، ثم ولاية ألاسكا.
في 9 أبريل 1867، وبتحريض من وزير الخارجية الأمريكي ويليام سيوارد، وافق مجلس الشيوخ الأمريكي على شراء ألاسكا من الإمبراطورية الروسية مقابل 7200,000 دولار، ورفع علم الولايات المتحدة في 18 أكتوبر من نفس العام (الذي يسمى الآن يوم ألاسكا). وبالتزامن مع تغيير الملكية، تم نقل خط التاريخ الدولي بحكم الواقع غربًا، وتحولت ألاسكا من التقويم اليولياني إلى التقويم الغريغوري. لذلك، وبالنسبة للسكان، فقد جاء يوم الجمعة الموافق 18 أكتوبر 1867 عقب يوم الجمعة الموافق 6 أكتوبر 1867 أي يومي جمعة متتاليين بسبب تحول خط التاريخ.
في صباح يوم 18 أكتوبر 1867، وصلت السفينة USS Ossipee إلى سيتكا وعلى متنها المفوض الروسي الكابتن ألكسيس بيستشوروف والمفوض الأمريكي العام لوفيل روسو. بعد ظهر ذلك اليوم، اجتمع 250 جنديًا أمريكيًا، و80 جنديًا روسيًا، ومدير الشركة الروسية الأمريكية الأمير ماكسوتوف وزوجته، ومجموعة من السكان المحليين عند سارية العلم أمام منزل الحاكم (على ما أصبح يُعرف باسم "بارانوف قلعة هيل" ليشهدوا إنزال علم روسيا ورفع العلم الأمريكي مكانه.
تم إطلاق تحية بمدفع مزدوج لكل علم، وألقى كل مفوض خطابًا قصيرًا. وربما لسوء فهم التوجيهات، قام الجندي الروسي الذي رفع علم بلاده بتمزيقه، ثم أسقطه. انجرفت الراية إلى الأسفل وتعلقت على جزء من الحراب المرتفعة للحامية الروسية. يقال إن الأميرة ماكسوتوف قد أغمي عليها عند رؤيتها.
تقول الأسطورة أن أول مدير أمريكي لألاسكا كان المهاجر البولندي وودزيميرز كريزانوسكي. ومع ذلك، لم تعثر صحيفة انكوراج ديلي نيوز على أي معلومات قاطعة تدعم أو تنفي هذا الادعاء. كان الرأي العام في الولايات المتحدة إيجابيًا بشكل عام، رغم انتقاد البعض لعملية الشراء على أنها «حماقة سيوارد» أو «صندوق جليد سيوارد». ومع ذلك، أظهرت موارد ألاسكا أن هذه كانت صفقة حكيمة. تحتفل ألاسكا بالشراء كل عام في آخر يوم اثنين من شهر مارس، وهو ما يُعرف بيوم سيوارد.
عندما اشترت الولايات المتحدة ألاسكا لأول مرة، ظلت مناطق شاسعة من المنطقة غير مستكشفة من قبل الأوروبيين والأمريكيين الـ48 الأدنى. في عام 1865، قررت شركة ويسترن يونيون وضع خط تلغراف عبر ألاسكا إلى مضيق بيرينغ حيث سيتصل بخط آسيوي. قاد روبرت كينيكوت، وهو جزء من جهود مسح ويسترن يونيون، طاقمه إلى نولاتو على ضفاف يوكون. لقد توفي في العام التالي وتولى ويليام هيلي دال مسئولية الشؤون العلمية. أجرت بعثة ويسترن يونيون الدراسات العلمية الأولى للمنطقة وأصدرت أول خريطة لنهر يوكون بأكمله. وفي نفس العام، 1866، نجح العمال أخيرًا في وضع كابل التلغراف الأطلسي تحت البحر، وتم التخلي عن مشروع ألاسكا البري. عاد دال إلى ألاسكا عدة مرات، وقام بتسجيل وتسمية السمات الجيولوجية.
ساهمت شركة ألاسكا التجارية أيضًا في التنقيب المتزايد عن ألاسكا في العقود الأخيرة من القرن التاسع عشر، حيث أقامت مراكز تجارية على طول الأنهار العديدة بالداخل. كما دخلت أحزاب صغيرة من الصيادين والتجار إلى الداخل، ومع أن الحكومة الفيدرالية قدمت أموالًا قليلة إلى المنطقة، إلا أن ضباط الجيش كانوا يستكشفون في بعض الأحيان بمفردهم. وفي رحلة استغرقت أربعة أشهر، قام الملازم فريدريك شواتكا وحزبه بركوب قارب يوكون من بحيرة ليندمان في كندا إلى سانت مايكل بالقرب من مصب النهر على بحر بيرنغ. وفي عام 1885، غادر الملازم هنري تي ألين وأربعة آخرين خليج ألاسكا، وتبعوا نهر كوبر، وعبروا سلسلة جبال، وسافروا أسفل نهر تانانا إلى يوكون، وانتقلوا إلى نهري كانوتي وكويوكوك. صعد ألين عبر وكويوكوك، ثم تراجع إلى الأسفل في يوكون، وعبر إلى أونالاكليت على الساحل، ثم شق طريقه إلى سانت مايكل، واستكشف حوالي 1,500 ميل (2,400 كـم) من داخل ألاسكا.